# Diego Chávez
Diego Chávez (Parcona, Provincia de Ica, Perú, 7 de marzo de 1993), es un futbolista peruano. Juega de defensa. Tiene 32 años.

## Trayectoria
Diego Chávez fue formado en las divisiones menores de Universitario de Deportes. En el año 2012 fue ascendido al primer equipo de la «U» por el técnico José Guillermo del Solar. Hizo su debut oficial en primera división el 19 de febrero de 2012 ante Inti Gas Deportes. El sábado 3 de agosto de 2013, jugando frente a Sporting Cristal, marcó su primer gol en la profesional en el minuto 62 que le permitió a Universitario ponerse en ventaja en el encuentro que terminaría 3-0.
Ese mismo año salió campeón del Torneo Descentralizado tras derrotar a Real Garcilaso por penales. Al año siguiente disputó la Copa Libertadores, sin embargo en junio un caso de indisciplina hizo que el entonces entrenador José del Solar dejara de convocarlo y se pasó sin jugar casi todo el Apertura 2014. Con Óscar Ibáñez de técnico, Chávez volvió al titularato en el Clausura, clasificando con su club a la Copa Sudamericana como Perú 3. La temporada siguiente no fue bueno para el club crema, sin embargo Diego logró jugar casi todos los partidos de aquella campaña como titular, a pesar de ello no fue convocado a la selección nacional de Ricardo Gareca.
Luego de quedar como jugador libre fichó por Sport Rosario donde solo jugó 1 partido por problemas extradeportivos. El 2018 fichó por el Unión Huaral de la Segunda División del Perú, donde disputó 22 partidos. El 4 de enero de 2019 fichó por el Deportivo Binacional para jugar la Copa Sudamericana, pero por motivos de indisciplina fue separado del club días antes de su debut en la competición.
Luego de altibajos debido a malos comportamientos, Universitario de Deportes le brindó una nueva oportunidad para volver al fútbol profesional. Llegó como jugador invitado pero debido a su esfuerzo le llenó los ojos al técnico Gregorio Pérez, quien pidió su contratación. Firmó por 6 meses. A mediados de julio, tras la llegada de Ángel Comizzo, quien lo tuvo en el año 2013 y sacó su mejor potencial se le renovó hasta finales de 2020.
Luego de aproximadamente cuatro años volvió a vestir la camiseta crema en un partido oficial, se dio en la fecha 9 contra Cienciano, en la victoria 3-1 del club merengue. El 2020 fue bastante positivo para Chávez, fue ganador de la Fase 1 2020 y jugó un total 17 partidos. El 9 de enero de 2021 firmó su renovación por toda la temporada. Jugó la Copa Libertadores 2021, sin embargo, debido a problemas físicos y lesión perdió el puesto. Luego de terminar su contrato con la «U» fue oficializado por el Club Juan Aurich para disputar la Segunda División del Perú.

## Selección nacional
Ha sido internacional con la selección de fútbol del Perú en la categoría sub-20, con la cual disputó el Campeonato Sudamericano de Fútbol Sub-20 de 2013 realizado en Argentina. El 10 de enero hizo su debut ante la selección de Uruguay, encuentro que culminó 3-3.

## Clubes y estadísticas
| Club                             | Temporada           | Liga | Liga | Copas Nacionales * | Copas Nacionales * | Copas Internacionales ** | Copas Internacionales ** | Total | Total |
| Club                             | Temporada           | PJ   | G    | PJ                 | G                  | PJ                       | G                        | PJ    | G     |
| -------------------------------- | ------------------- | ---- | ---- | ------------------ | ------------------ | ------------------------ | ------------------------ | ----- | ----- |
| Universitario de Deportes · Perú | 2012                | 32   | 0    | 0                  | 0                  | 0                        | 0                        | 32    | 0     |
| Universitario de Deportes · Perú | 2013                | 39   | 1    | 0                  | 0                  | 0                        | 0                        | 39    | 1     |
| Universitario de Deportes · Perú | 2014                | 13   | 1    | 6                  | 0                  | 6                        | 0                        | 25    | 1     |
| Universitario de Deportes · Perú | 2015                | 29   | 0    | 9                  | 0                  | 3                        | 0                        | 41    | 0     |
| Universitario de Deportes · Perú | 2016                | 16   | 0    | 0                  | 0                  | 0                        | 0                        | 16    | 0     |
| Universitario de Deportes · Perú | Total               | 129  | 2    | 15                 | 0                  | 9                        | 0                        | 153   | 2     |
| Sport Rosario · Perú             | 2017                | 1    | 0    | 0                  | 0                  | 0                        | 0                        | 1     | 0     |
| Sport Rosario · Perú             | Total               | 1    | 0    | 0                  | 0                  | 0                        | 0                        | 1     | 0     |
| Unión Huaral · Perú              | 2018                | 22   | 0    | 0                  | 0                  | 0                        | 0                        | 22    | 0     |
| Unión Huaral · Perú              | Total               | 22   | 0    | 0                  | 0                  | 0                        | 0                        | 22    | 0     |
| Deportivo Binacional · Perú      | 2019                | 1    | 0    | 0                  | 0                  | 0                        | 0                        | 1     | 0     |
| Deportivo Binacional · Perú      | Total               | 1    | 0    | 0                  | 0                  | 0                        | 0                        | 1     | 0     |
| José Gálvez · Perú               | 2019                | 0    | 0    | 2                  | 0                  | 0                        | 0                        | 2     | 0     |
| José Gálvez · Perú               | Total               | 0    | 0    | 2                  | 0                  | 0                        | 0                        | 2     | 0     |
| Universitario de Deportes · Perú | 2020                | 17   | 0    | 0                  | 0                  | 0                        | 0                        | 17    | 0     |
| Universitario de Deportes · Perú | 2021                | 5    | 0    | 0                  | 0                  | 2                        | 0                        | 7     | 0     |
| Universitario de Deportes · Perú | Total               | 22   | 0    | 0                  | 0                  | 2                        | 0                        | 24    | 0     |
| Juan Aurich · Perú               | 2022                | 8    | 0    | 0                  | 0                  | 0                        | 0                        | 8     | 0     |
| Juan Aurich · Perú               | Total               | 8    | 0    | 0                  | 0                  | 0                        | 0                        | 8     | 0     |
| Unión Comercio · Perú            | 2022                | 1    | 0    | 0                  | 0                  | 0                        | 0                        | 1     | 0     |
| Unión Comercio · Perú            | Total               | 1    | 0    | 0                  | 0                  | 0                        | 0                        | 1     | 0     |
| Total en su carrera              | Total en su carrera | 184  | 2    | 17                 | 0                  | 11                       | 0                        | 212   | 2     |

- (*) Torneo del Inca.
- (**) Copa Libertadores de América y Copa Sudamericana.

## Palmarés

### Títulos nacionales
| Título                    | Club                      | País | Año  |
| ------------------------- | ------------------------- | ---- | ---- |
| Primera División del Perú | Universitario de Deportes | Perú | 2013 |
| Torneo Apertura           | Universitario de Deportes | Perú | 2016 |
| Torneo Apertura           | Universitario de Deportes | Perú | 2020 |